# Уссурийское суворовское военное училище
Уссурийское суворовское военное училище (сокр. УСВУ или УссСВУ) — военное образовательное учреждение среднего образования Министерства обороны Российской Федерации, расположенное в Уссурийске, Приморского края.
Училище дает основное общее и среднее общее образование и одновременно готовит своих воспитанников к поступлению в высшие военные учебные заведения Минобороны России. Подчинено Заместителю министра обороны по МТО. 
Формирование училища началось в сентябре 1943 года в Курске как Курское СВУ (КсСВУ). C лета 1957 года, после передислокации училища на Дальний Восток, до 1964 года именовалось Дальневосточным суворовским военным училищем (ДСВУ).

## История

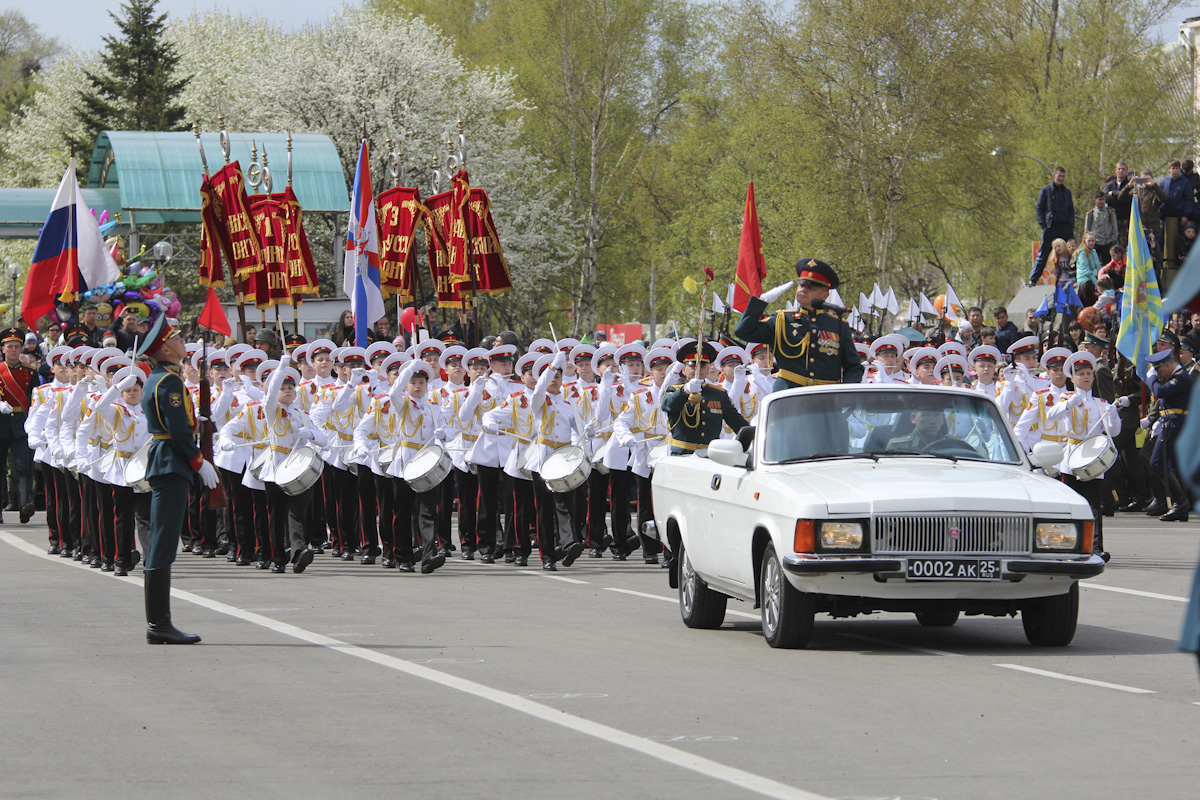
Суворовцы на Параде Победы 9 мая 2018 года

Формирование училища в соответствии с постановлением Совета народных комиссаров Союза ССР и Центрального комитета ВКП «б» от 22 августа 1943 года «О неотложных мерах по восстановлению хозяйства в районах, освобождëнных от немецкой оккупации» и приказа войсками Орловского Военного Округа № 01 от 11 сентября 1943 года было полностью закончено к 1 декабря 1943 года. Училищу было присвоено наименование «Курское суворовское военное училище». Этот день является днём училища.
В 1948 году состоялся первый выпуск Курского СВУ. Из 38 воспитанников выпускного класса 20 выдержали экзамены только на отлично, 10 награждены золотой медалью.
В апреле 1957 года училище, в соответствии с решением Совета Министров СССР и Директивой Главного штаба Сухопутных войск №ОШ/5/24377 от 20 марта 1957 года было передислоцировано на Дальний Восток и стало именоваться «Дальневосточное суворовское военное училище».
В 1964 году училище переименовано в Уссурийское СВУ.
В 2015 году в училище открыта Аллея славы, куда занесены имена выпускников, погибших при исполнении воинского долга, а также Герой Советского Союза и пять Героев Российской Федерации.
В 2018 году на территории училища построен учебно-тренировочный комплекс «Старт» (для занятий легкой атлетикой, игровыми видами спорта и единоборствами), в 2020 году — крытый ледовый каток.
1 декабря 2018 года, за большой вклад в воспитание и подготовку военных кадров в духе патриотического служения Отечеству, училищу вручена Грамота Верховного главнокомандующего Вооружёнными силами Российской Федерации.

## Деятельность
Более 10 тысяч воспитанников училище выпустило за период своего существования, из них 1 выпускник удостоен звания Героя Советского Союза и 5 звания Героя Российской Федерации. 30 воспитанников училища стали генералами.
Деятельность Уссурийского суворовского военного училища разделяется на несколько этапов:
- I этап (1943—1956) — 7-летний период обучения суворовцев;
- II этап (1956—1964) — 8-летний период обучения суворовцев;
- III этап (1964—1969) — 3-летний период обучения суворовцев;
- IV этап (1969—1992) — 2-летний период обучения суворовцев;
- V этап (1992—2009) — 3-летний период обучения суворовцев;
- VI этап (2009— н.в.) — 7-летний период обучения суворовцев.

|  |  |  |  |

## Начальники
- 1943—1946 — генерал-майор Козырев, Виктор Михайлович
- 1946—1951 — генерал-майор Алексеев, Зиновий Нестерович
- 1951—1958 — генерал-майор Алексеев, Николай Иванович
- 1958—1964 —  генерал-майор Иванищев, Георгий Степанович
- 1964—1968 — генерал-майор Жаренов, Николай Гаврилович
- 1968—1971 —  генерал-майор Черненок, Павел Николаевич
- 1971—1975 — генерал-майор Сарвир, Владимир Васильевич
- 1975—1985 — генерал-майор Пироженко, Александр Алексеевич
- 1985—1991 — генерал-майор Скоблов, Валерий Николаевич
- 1991—2008 — генерал-майор Миненко, Александр Тимофеевич
- 2008—2009 — подполковник Шляхтов, Михаил Александрович (врио)[7]
- 2009—2010 — генерал-майор Кочан, Сергей Николаевич (и. о.)[8]
- 2010—2020 — полковник Рэцой Анатолий Дмитриевич
- 2020 — н. в. — генерал-майор запаса Глинин Николай Николаевич

## Выпускники — Герои
- Запорожан, Игорь Владимирович — старший лейтенант, участник Афганской войны.
- Дворников, Александр Владимирович (род. 1961) — генерал армии, участник военной операции России в Сирии.
- Завадский, Александр Анатольевич (род. 1983) — гвардии полковник.
- Колесников, Евгений Николаевич (1963—1995) — гвардии майор (посмертно).
- Мариенко, Виталий Леонидович (1975—1999) — гвардии старший лейтенант (посмертно), воевал против боевиков в Дагестане.
- Медведев, Сергей Юрьевич — старший лейтенант, воевал против афганских моджахедов в Таджикистане.
- Сафин, Дмитрий Анатольевич — гвардии майор, воевал против боевиков в Чечне.
- Клещенко, Василий Петрович — полковник.
- Катериничев, Алексей Викторович — полковник.
- Блинов, Роман Андреевич — старший лейтенант.[9][10]
- Ефремов, Сергей Викторович — полковник,Вице-губернатор Приморского края.

См. Категория:Выпускники Уссурийского суворовского военного училища